# Дьюкс, Кэлил
Кэлил Дьюкс (англ. Kahlil Dukes; род. 17 мая 1995, Хартфорд, штат Коннектикут, США) — американский профессиональный баскетболист, играющий на позиции разыгрывающего защитника.

## Карьера
С 2016 по 2018 годы Дьюкс выступал за команду университета Ниагары в NCAA. По итогам сезона 2017/2018 Кэлил был признан баскетболистом года конференции Metro Atlantic Athletic, в котором играла команда университета. За 2 сезона, проведённых в Ниагаре, Дьюкс набрал 1202 очка и отдал 244 результативные передачи.
В сентябре 2018 года подписал с «Иркутом» свой первый профессиональный контракт.
Сезон 2019/2020 Дьюкс начинал в «Гамбург Тауэрс». В 2 матчах Кэлил отметился статистикой в 7,0 очков, 2,0 передачи и 1,0 подбора.
В декабре 2019 года Дьюкс перешёл в «Легию». В 10 матчах чемпионата Польши статистика Кэлила составила 17,1 очка, 3,4 передачи и 1,6 подбора.
В июле 2020 Дьюкс стал игроком «Самсунспора». В 39 матчах первой турецкой лиги Кэлил набирал 18,7 очков, 4,2 передачи и 2,8 подбора.
В августе 2021 года подписал контракт с «Балканом».
В феврале 2022 года Дьюкс перешёл в «Бест Балыкесир».

## Личная жизнь
Кэлил из баскетбольной семьи, в него играли его мама и дядя. Дядя провёл несколько сезонов в первом дивизионе NCAA, мама – в старшей школе.
В университете Ниагары Дьюкс получил степень магистра по направлению «Искусство» по специализации – составление и написание художественных текстов.